# ガブリエラ・アラニス
ガブリエラ・セレステ・アラニス（Gabriela Celeste Alaniz、1996年6月28日 - ）は、アルゼンチンの女子プロボクサーである。ブエノスアイレス出身。元WBA・WBC・WBO女子世界フライ級統一王者。

## 経歴
2018年5月25日、マリア・エリサベート・サンチェス戦でプロデビューし判定勝利。
2020年2月29日、FAB女子アルゼンチンフライ級王座決定戦にて、アニーエレン・ロレレイ・エスピノサを4回TKOで降し初タイトル獲得。
2022年6月18日、タマラ・デマルコが持つWBO世界女子フライ級王座に挑戦し、7回TKOで降しプロ13戦全勝で王座奪取に成功。
2022年9月24日、デボラ・レンヒフォ相手にWBO王座の初防衛戦に臨み、9回TKOで初防衛成功。
2023年7月8日、テキサス州サンアントニオのAT&TセンターにてWBA・WBC女子世界フライ級統一王者マーレン・エスパーザとの3団体王座統一戦に臨むが、0-2（91-99、93-97、95-95）の判定でプロ初黒星を喫し王座陥落。
2024年3月16日、ネバダ州ラスベガスにてWBA・WBC・WBO女子世界フライ級統一王者マーレン・エスパーザとダイレクトリマッチによる再戦を行う予定だったが、アラニスが自身のビザの問題発生により入国不可となったため延期となった。
2024年4月27日、カリフォルニア州フレズノのセーブマート・センターにてホセ・ラミレス対ランセス・バルテレミーの前座でWBA・WBC・WBO女子世界フライ級王者マーレン・エスパーザと延期となった仕切り直しの再戦を行った。しかし前日計量でアラニスがフライ級規定の112ポンド（50.80kg）を111.2ポンド（50.44kg）でパスしたのに対しエスパーザは規定より2ポンド（910g）超過し114ポンド（51.71kg）で計量失格となり王座を剥奪、試合はアラニスが勝利した場合は王座獲得、対戦相手のエスパーザが勝利した場合は王座はそのまま空位となるという変則ルールとして行われることとなり、10回2-1（97-93、92-98、96-94）の判定勝ちでWBO王座の返り咲きおよびWBA・WBC・リングマガジン王座の獲得に成功し、3団体王座統一を果たすと同時に雪辱を果たした。
2024年11月2日、ラスベガスにてIBF王者ガブリエラ・フンドラと4団体王座統一戦として対戦も7回TKOで敗れ3団体王座の初防衛および4団体王座統一に失敗、王座から陥落した。

## 獲得タイトル
- FAB女子アルゼンチンフライ級王座
- WBO女子世界フライ級王座（1期目:防衛1）
- WBA女子世界フライ級王座（防衛0）
- WBC女子世界フライ級王座（防衛0）
- WBO女子世界フライ級王座（2期目:防衛0）
- 第2代リングマガジン女子世界フライ級王座